# Термометри ртутні електроконтактні
Термометри скляні ртутні електроконтактні — призначені для вимірювання температури різних середовищ і видачі сигналів однопозіціонного регулювання при досягненні температури встановлених значень в діапазоні від мінус 35 до плюс 350 С і застосовуються у всіх галузях.

## Застосування
Термометри застосовуються в різних галузях промисловості на підприємствах у сільському господарстві, нафтохімічної, хімічної, гірничо-металургійної промисловості, в машинобудуванні, житлово-комунальному господарстві, транспорті, будівництві, медицині, словом у всіх життєвих сферах.

## Принцип дії
Принцип дії термометра заснований на видимому розширенні термометричної рідини в склі при підвищенні температури навколишнього середовища.

## Виконання
Термометри скляні ртутні електроконтактні виконані у вигляді капілярної трубки з резервуаром, заповненим термометричною рідиною, і скляною циліндричною оболонкою з вмонтованою всередині шкалою.
Термометри скляні ртутні електроконтактні виготовляються з термічно обробленого скла. Як термометрична рідина використовується ртуть. В залежності від форми нижньої частини трубки, термометри поділяються на прямі та кутові.
Виконання та типорозміри термометрів відрізняються конструкцією, видом термометричної рідини, функціональним призначенням, нормованими значеннями діапазонів вимірювань, ціною поділу шкали і границі допустимої похибки.

## Виробники
- ПАТ "Склоприлад"[1]
- ВАТ «Термоприлад»